# Gymnogryllus angustus
Gymnogryllus angustus är en insektsart som först beskrevs av Henri Saussure 1877.  Gymnogryllus angustus ingår i släktet Gymnogryllus och familjen syrsor. Inga underarter finns listade i Catalogue of Life.